# Дарио Морено
Дари́о Море́но (тур. Darío Moreno; настоящее имя Давид Аругэтэ тур. David Arugete; 3 апреля 1921 года, Айдын, Турция — 1 декабря 1968 года, Стамбул, Турция) — турецкий и французский актёр, певец и композитор еврейского происхождения. Получил широкую известность в 50-х — 60-х годах XX века (преимущественно во франкоязычных странах) в качестве актёра оперетты, а также исполнителя песен в латиноамериканском стиле.

## Биография
Родился 3 апреля 1921 года в Айдыне  в большой семье. Отец его был турок, мать — еврейка. Отец, работавший на железнодорожной станции, погиб вскоре после его рождения. По причине бедности мать поместила Давида в сефардский приют для сирот в Измире, где он оставался до четырёх лет.
После получения основного образования был вынужден работать, чтобы зарабатывать на жизнь. Одновременно с работой продолжал учёбу. В свободное время изучал французский язык, а также нерегулярно брал уроки игры на гитаре. Вскоре одним из заработков для него стало пение на празднованиях бар-мицвы. В молодости Дарио Морено был уже довольно известным певцом в Измире, особенно в еврейской общине города. Во время службы в турецкой армии он получил возможность продолжать занятия пением. Благодаря установленным в армии связям, после демобилизации Дарио Морено смог начать профессиональную карьеру в Измире и вскоре переселился в еврейский квартал Караташ, на улицу, которая теперь названа его именем.
В качестве тенора присоединился к мировому турне американского оркестра Мак-Аллена, благодаря чему смог записать свой первый диск. Вскоре он стал певцом оперетты. По контракту с Polydor Records исполнял композиции Шарля Азнавура и Жильбера Беко. В 1954 году дал свой первый сольный концерт, после которого приобрёл большую популярность. Нередко приглашался в кино на роль экзотических персонажей. Несмотря на то, что его карьера была связана с Францией, Дарио Морено всегда сохранял тесную связь с Турцией, часто исполнял песни на турецком языке.
Умер в Стамбуле 1 декабря 1968 года от сердечного приступа. По желанию матери похоронен на кладбище города Холон, Израиль.

## Творчество

### Фильмография
- 1949 : La kermesse aux chansons (режиссёр Анри Вернёй, короткометражный фильм): вокалист
- 1950 : Vedettes et chansons: вокалист
- 1951 : «Нет отпуска для господина мэра»: (с Луи де Фюнесом): роль махараджи
- 1952 : «Плата за страх» (режиссёр Анри-Жорж Клузо): роль Эрнандеса
- 1953 : La Môme vert-de-gris (режиссёр Бернар Бордери): роль Джо Мадригала
- 1954 : Quai des blondes: роль Лаки
- 1954 : «Баран с пятью ногами» (режиссёр Анри Вернёй; с Луи де Фюнесом): роль американского моряка
- 1954 : Les femmes s’en balancent (режиссёр Бернар Бордери): роль Перера
- 1956 : Pardonnez nos offenses (режиссёр Робер Оссейн)
- 1957 : Le Feu aux poudres: роль Джеффа
- 1957 : Œil pour œil (режиссёр Андре Кайат) : роль владельца кафе Толума
- 1957 : Tous peuvent me tuer: роль Луиджи Фалькони
- 1958 : Incognito: роль Фернандо
- 1959 : Oh! Qué mambo: роль Мигеля Монтеро
- 1959 : Nathalie, agent secret: роль доктора Альберто/дона Хосе
- 1959 : «Потанцуете со мной?» (с Бриджит Бардо): роль Флоре
- 1959 : «Женщина и паяц» (режиссёр Жюльен Дювивье: роль Арабаджана
- 1960 : Touchez pas aux blondes (режиссёр Морис Клош): Родинофф
- 1960 : «Кандид, или Оптимизм в XX веке» (с Ж.-П. Касселем в главной роли и Луи де Фюнесом в роли второго плана): роль дона Фернандо, первого диктатора
- 1960 : Marie des Isles
- 1961 : Tintin et le Mystère de la Toison d’Or: роль Мидаса Папоса
- 1961 : La Révolte des esclaves (La rivolta degli schiavi): роль Массимиано
- 1962 : La Veuve joyeuse (Die lustige witwe): Камилло
- 1963 : Le Tout pour le tout
- 1963 : Le Cave est piégé: роль Бруно Суареса
- 1963 : Les Femmes d’abord: роль хозяина таверны
- 1963 : Le Bon Roi Dagobert: роль Шарибера
- 1964 : Le Dernier tiercé: роль Гидо
- 1965 : Dis-moi qui tuer: роль Пито
- 1966 : Le Saint prend l’affût
- 1966 : Hôtel Paradiso (Hôtel du libre échange): роль турка
- 1968 : La Prisonnière (режиссёр Анри-Жорж Клузо): роль Сала

В фильме «Бал» режиссёра Этторе Скола (Франция-Италия-Алжир, 1983) исполняется песня Дарио Морено «Si tu vas а Rio».

### Телевидение
Saintes Chéries — французский телесериал из 39 эпизодов по 26 минут (в том числе 13 черно-белых), премьера состоялась 11 декабря 1965 года. Дарио Морено исполнял роль иностранного клиента.

### Популярные песни
- Viens! (1953) →  Видео
- Istambul (1954) →  Видео
- C’est magnifique (1955) →  Видео
- Étranger au Paradis (1955) →  Видео
- Quand elle danse (1956) →  Видео
- L’air du brésilien (1956) →  Видео
- Je vais revoir ma blonde (1956) →  Видео
- Pour toi (из фильма Le Feu aux poudres) →  Видео
- Coucouroucoucou (1957) →  Видео
- Si tu vas à Rio (1958) →  Видео
- Tout l’amour (1959) →  Видео
- Le Marchand de bonheur (1959)
- Ла бамба (1960) →  Видео
- Ya Mustapha (1960) →  Видео
- Brigitte Bardot (1961) →  Видео
- La marmite (1961) →  Видео
- Quizas quizas quizas (1963) →  Видео
- La Quête (1968) →  Видео

В 1968 году Дарио Морено вместе с Жаком Брелем записали две песни для мюзикла L’Homme de la Mancha.
Песни на турецком языке:
- Her akşam / Sarhoş (1967) («Каждый вечер» / «Пьяный») →  Видео
- Aşkımız bitti / Deniz ve mehtap («Наш вечер кончился» / «Море и месяц») →  Видео
- İstanbul’un kızları («Девушки Стамбула») →  Видео

### Альбомы
- Granada — Adios Amigos
- Bossa Nova
- Calypso
- Le coco
- Canım İzmir
- Si Tu Vas A Rio / Viens
- Long Bos
- Moreno Poy Poy
- Mulata Ye Ye Ye
- Hatıralar Hayal Oldu / Olam Boyun Kurbanı
- Tropical Dario
- Oh Que Dario

## Премии
- 1958 Grand Prix Du Disque in France

## Память
Улица в Измире, на которой в доме номер 11 долгое время жил Дарио Морено, сегодня названа его именем. Эта улица ведёт к одной из достопримечательностей города — лифтовому подъемнику Asansör.